# Villossanges
 Villossanges  es una población y comuna francesa, situada en la región de Auvernia, departamento de Puy-de-Dôme, en el distrito de Riom y cantón de Pontaumur.

## Historia
La comuna se denominó Villosanges hasta el 25 de febrero de 2020.

## Demografía
| 521 | 531 | 493 | 470 | 444 | 397 |
| Para los censos de 1962 a 1999 la población legal corresponde a la población sin duplicidades (Fuente: INSEE [Consultar]) |     |     |     |     |     |